# Ливсли, Лесли
Ле́сли Ли́всли (англ. Leslie Lievesley; 23 июня 1911, Ставелей, Дербишир, Великобритания — 4 мая 1949, Суперга, Турин, Италия), также известный как Лес Ливсли (англ. Les Lievesley) — английский футболист, игравший на позиции защитника. По завершении игровой карьеры — футбольный тренер.

## Спортивная карьера
В состав «Донкастер Роверс» перешёл из любительской команды «Россингтон Коллиери». За три сезона забил 21 гол в 66 играх Третьего дивизиона Футбольной лиги.
Своей игрой привлек внимание руководства клуба «Манчестер Юнайтед», который в то время выступал во Втором дивизионе. В составе «красных» дебютировал 25 марта 1932 года против клуба «Чарльтон Атлетик». Матч на «Олд Траффорд» завершился победой гостей (0:2). На следующий день принял участие в игре против «Олдем Атлетик» (победа со счетом 5:2).
О дальнейшей игровой карьере известно немного. В марте 1933 года перешёл в состав «Честерфилда». Четыре сезона выступал за команду Третьего дивизиона «Торки Юнайтед». Последние два сезона провел в составе «Кристал Пэлас».
После Второй мировой войны начал работать тренером. Первым клубом был «Хераклес» из голландского города Алмело. Один сезон проработал тренером по физической подготовке в сборной Нидерландов. На аналогичной должности находился в составе итальянской команды на Олимпийских играх в Лондоне.
В 1948 году вошёл в тренерский штаб «Торино», бывшего одним из лидеров итальянского футбола. Под руководством Лесли Ливсли и Эрнеста Эрбштейна команда лидировала и в сезоне 1948/49.
Весной 1949 года руководство туринского клуба приняло приглашение от португальского гранда, «Бенфики», принять участие в товарищеской игре в честь одной из крупнейших звезд лиссабонского клуба, Франсишку Феррейры. Игра состоялась 3 мая 1949 года в Лиссабоне и завершилась поражением итальянских гостей со счетом 3:4. На следующий день футболисты «Торино», работники клуба и журналисты вылетели домой рейсом Лиссабон—Барселона—Турин.
Близ Савоны самолет начал снижаться при сложных погодных условиях. Примерно в 17:03 — осуществил поворот для захода на посадку и вскоре столкнулся с каменной оградой базилики Суперга на вершине одноименной горы, возвышающейся над окрестностями Турина. В результате авиакатастрофы все четыре члена экипажа и 27 пассажиров погибли на месте.
До финиша чемпионата Италии оставалось 4 тура. «Торино», который на тот момент лидировал, был объявлен чемпионом Италии безотносительно результатов оставшихся матчей. Все четыре игры (против «Фиорентины», «Дженоа», «Сампдории» и «Палермо») команда, заново собранная из дублирующей, молодёжной и юношеской команд, выиграла (их соперники также выставляли против «Торино» молодёжные составы), а игроки, которых уже не было в живых (18 человек), стали чемпионами Италии 1949 года посмертно.

## Тренерские достижения
Торино
- Чемпион Италии: 1948/49